# Taxi

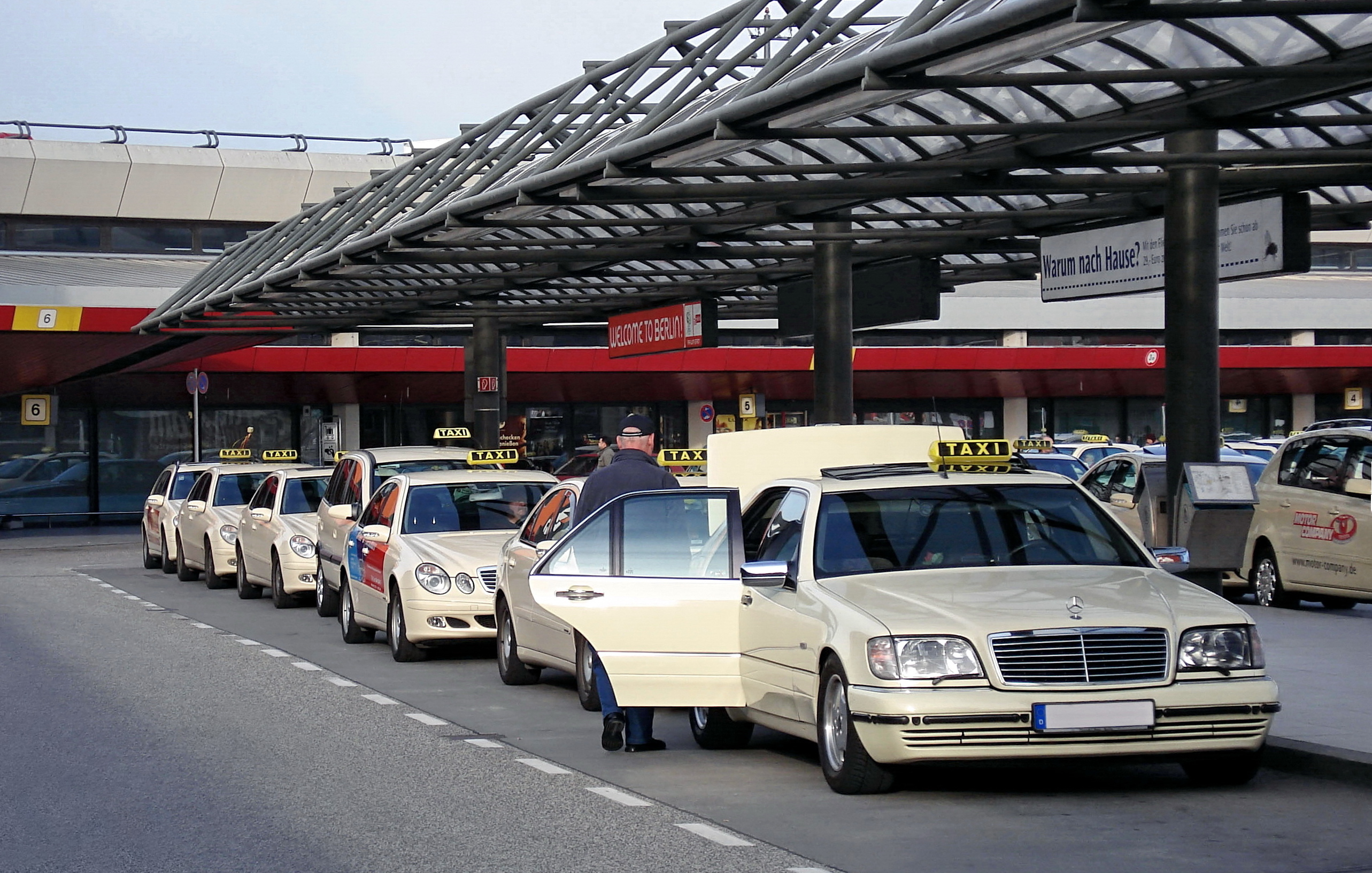
Stanoviště taxi v Berlíně

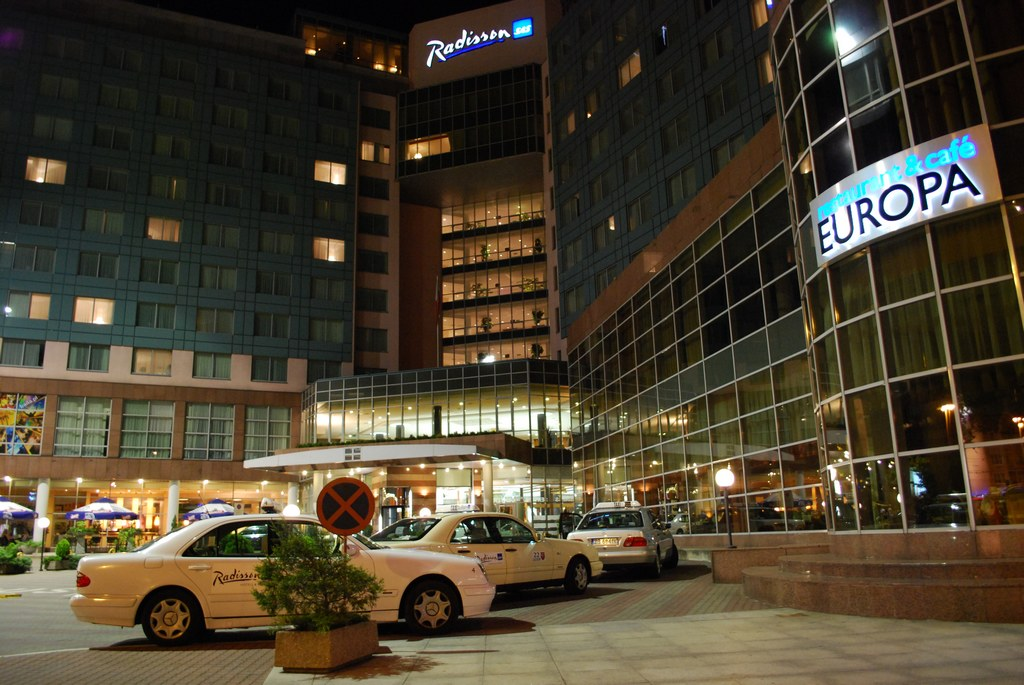
Taxi ve Štětíně (Polsko)

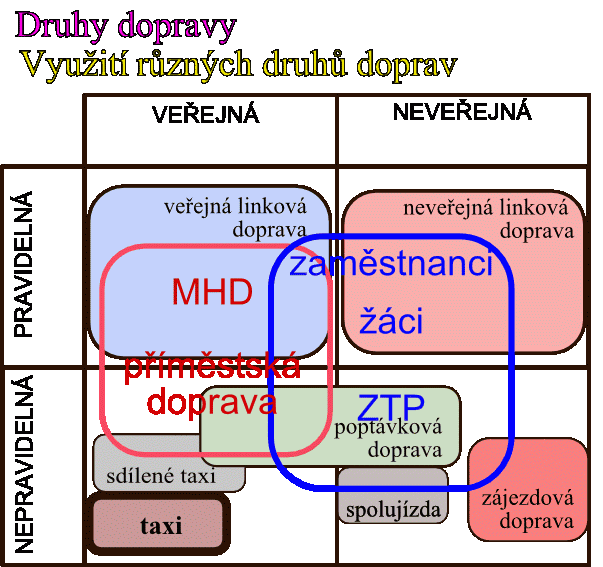
vymezení pojmu taxi v rámci druhů dopravy

Taxislužba (taxi) je způsob veřejné dopravy, při němž je nabízena přeprava (zpravidla osobními automobily) po trase podle individuálního přání zákazníka. Doprava je nabízena buď na vyznačených nebo neoficiálních taxistanovištích, nebo jízdou vozidel po ulicích tak, aby zájemce o přepravu mohl vozidlo například pokynem ruky stopnout, na telefonickou objednávku, nebo přes mobilní aplikace. Jízdné se platí přímo řidiči vozidla, zpravidla při skončení jízdy.
V České republice upravuje základní podmínky provozování taxislužby Zákon o silniční dopravě (č. 111/1994 Sb. v platném znění). K provozování taxislužby je nutná licence-koncese od obce s rozšířenou působností, na jejímž území dopravce taxislužbu provozuje. Obec může určit obecně závaznou vyhláškou provozní řád stanovišť taxislužby a za stanovených podmínek nařízením určovat maximální ceny jízdného.
Většina dopravců v taxislužbě jsou živnostníci (z nichž někteří pracují pod hlavičkou některého dispečinku) nebo soukromé firmy vykonávající činnost prostřednictvím svých zaměstnanců. Před rokem 1990 provozovaly v českých městech taxislužbu zpravidla městské podniky obdobně jako veřejnou hromadnou dopravu.

## Barvení
V některých zemích jsou taxíky obvykle natřeny určitou barvou, aby na silnici vynikly.
- Londýn – Černá;
- New York – žlutá pro všechny taxíky, které nespolupracují s dispečery a lze je zastavit na silnici;
- Polsko – Lze použít všechny barvy;
- Nizozemsko – Černá a žlutá taxi v Rotterdamu;
- Hongkong – Červené